# Leuchtturm Dornbusch
Mit Leuchtturm Dornbusch wird der Leuchtturm mit der amtlichen Bezeichnung Leuchtfeuer Dornbusch/Hiddensee auf der Insel Hiddensee in Mecklenburg-Vorpommern bezeichnet. Er gehört seit 2005 zum Amt West-Rügen mit Sitz in der Gemeinde Samtens. Der Leuchtturm steht unter Denkmalschutz und wurde als Baudenkmal in die Kreisdenkmalliste des Landkreises Vorpommern-Rügen aufgenommen.

## Lage
Der Leuchtturm von 1888 steht auf dem rund 70 Meter hohen Schluckswiek oder Schluckwieksberg im Dornbusch, dem Hochland im Norden der Insel.
Begrenzt wird die Insel durch den Schaproder Bodden und Vitter Bodden im Osten, den Gellenstrom (die Fahrrinne nach Stralsund) im Süden und die offene Ostsee nach Westen und Norden.

## Technisches
Der Leuchtturm wurde in den Jahren 1887/1888 als runder Turm aus Ziegelstein auf einem zwölfeckigen Felssteinfundament errichtet. Die Inbetriebnahme erfolgte am 19. November 1888. Bereits wenige Jahre nach der Fertigstellung fing das äußere Verblendmauerwerk an zu verwittern; es wurde mehrfach erfolglos saniert. Der Turm wurde 1927 umgebaut und mittels Torkretierarbeiten mit einem Stahlbetonmantel versehen.
Der Turm ist 27,5 m hoch und hat eine Feuerhöhe von 94,7 m über Mittelwasser der Ostsee. Eine Aussichtsgalerie befindet sich in 20 Meter Höhe. Sein Leuchtfeuer, ein Sektorenfeuer, hat folgende Sichtweiten: weiß 24,9 Seemeilen (45 Kilometer) und rot 21,3 Seemeilen (38 Kilometer). Die Kennung ist 0,8 Sekunden hell, 9,2 Sekunden dunkel (Blitz-Feuer). Im Beleuchtungsapparat strahlt als Lichtquelle eine Halogenmetalldampflampe.
Die Verantwortlichkeit für den Leuchtturm (Wartung und Unterhaltung) liegt seit 2020 beim Wasserstraßen- und Schifffahrtsamt Ostsee.
Walter Hoerenz war bis 1998 nicht nur der letzte Leuchtturmwärter des Leuchtturms Dornbusch, sondern auch der letzte im vereinigten Deutschland.
Im Zuge von Sanierungsarbeiten am Turm war das Leuchtfeuer im Sommer 2023 für längere Zeit nicht in Betrieb und leuchtet nach Abschluss der Arbeiten seit Mitte September 2023 wieder. Die Kosten für die umfangreiche Sanierung betrugen 390.000 €.

## Besichtigung
Der Leuchtturm kann seit 1994 über 102 Stufen bestiegen werden. Damit es oben nicht zu eng wird, können ihn nur 15 Besucher gleichzeitig besichtigen. Für eine Besichtigung gilt ein Mindestalter von sechs Jahren. Ab Windstärke 6 bleibt der Turm aus Sicherheitsgründen geschlossen.

## Philatelistische Würdigung
Leuchtturm Dornbusch

Link zum Bild

Die erste Briefmarke, die den Leuchtturm Dornbusch zeigt, erschien am 13. Mai 1975 von der Deutschen Post der DDR. Die Marke gehört zur Serie Leuchttürme, Leit-, Leucht- und Molenfeuer (Mi.Nr.2048) mit dem Wert von 25 Pfennig. Der Entwurf stammt vom Grafiker Jochen Bertholdt aus Rostock. Die Auflage betrug 5,5 Millionen Stück.
Am 2. Juli 2009 gab die Deutsche Post eine Sonderbriefmarke (Mi.Nr.2743) mit dem Bild des Leuchtturms Dornbusch im Wert von 55 Eurocent in der Serie Leuchttürme heraus. Der Entwurf dieser Marke der Briefmarkenserie Leuchttürme stammt, wie alle bisherigen Briefmarken der Serie, vom Grafiker Johannes Graf aus Dortmund nach fotografischer Vorlage vom Wissenschaftsfotograf Reinhard Scheiblich aus Norderstedt. Die Ausgabe erfolgte in einer Auflage von 10,96 Millionen Stück.

## Bildergalerie

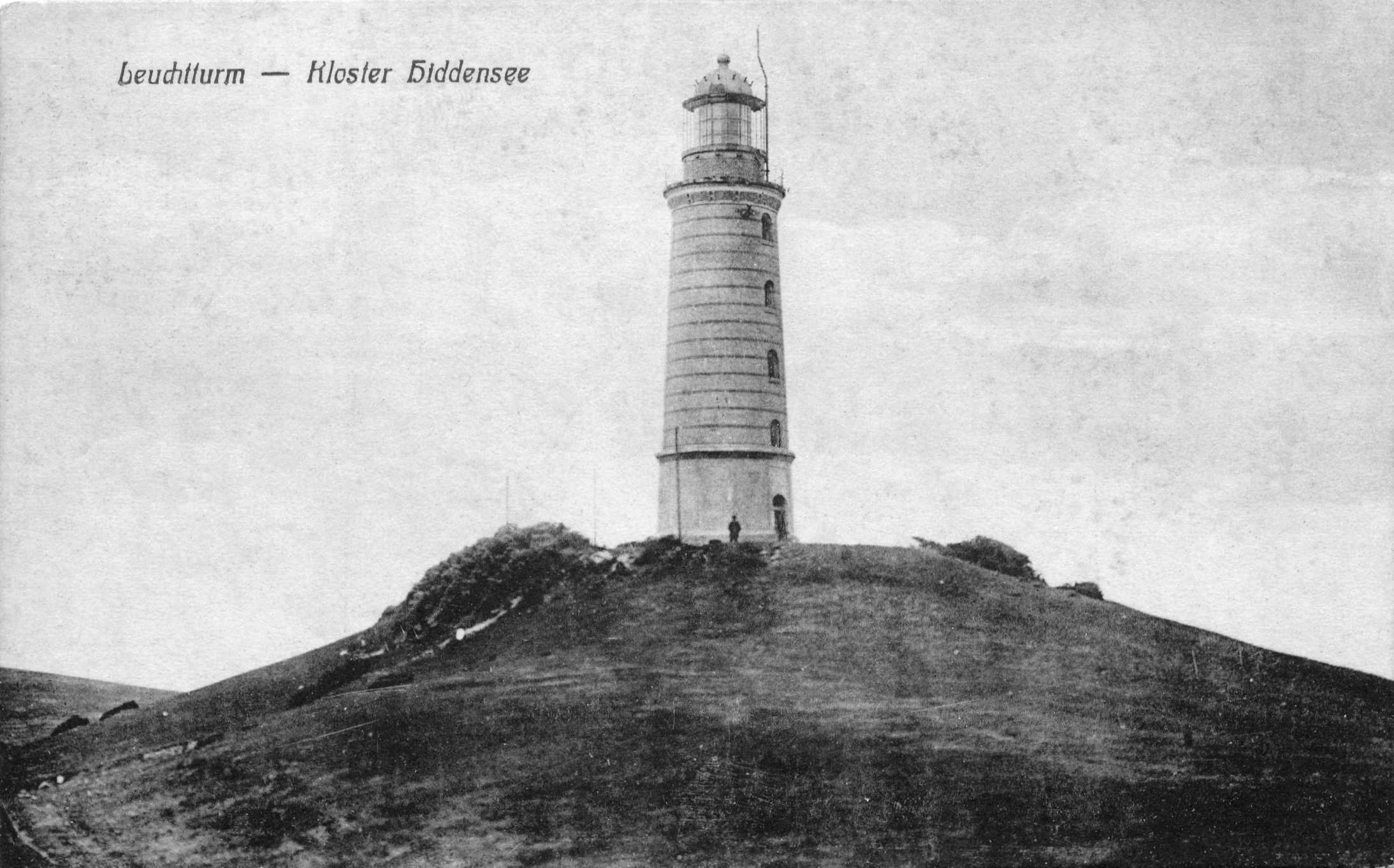
Leuchtturm Dornbusch ohne Stahlbetonmantel, um 1917
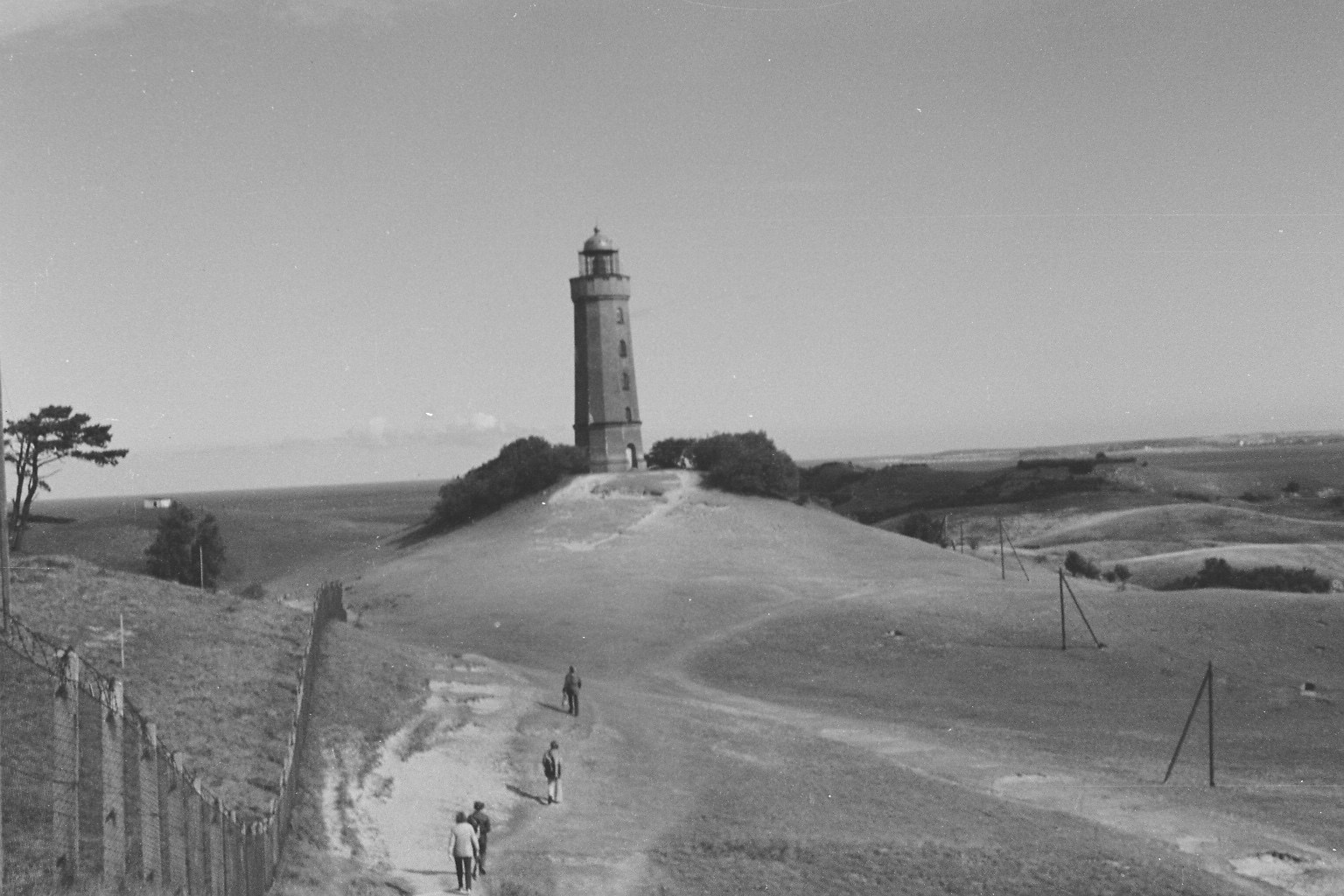
Anfang der 1980er Jahre
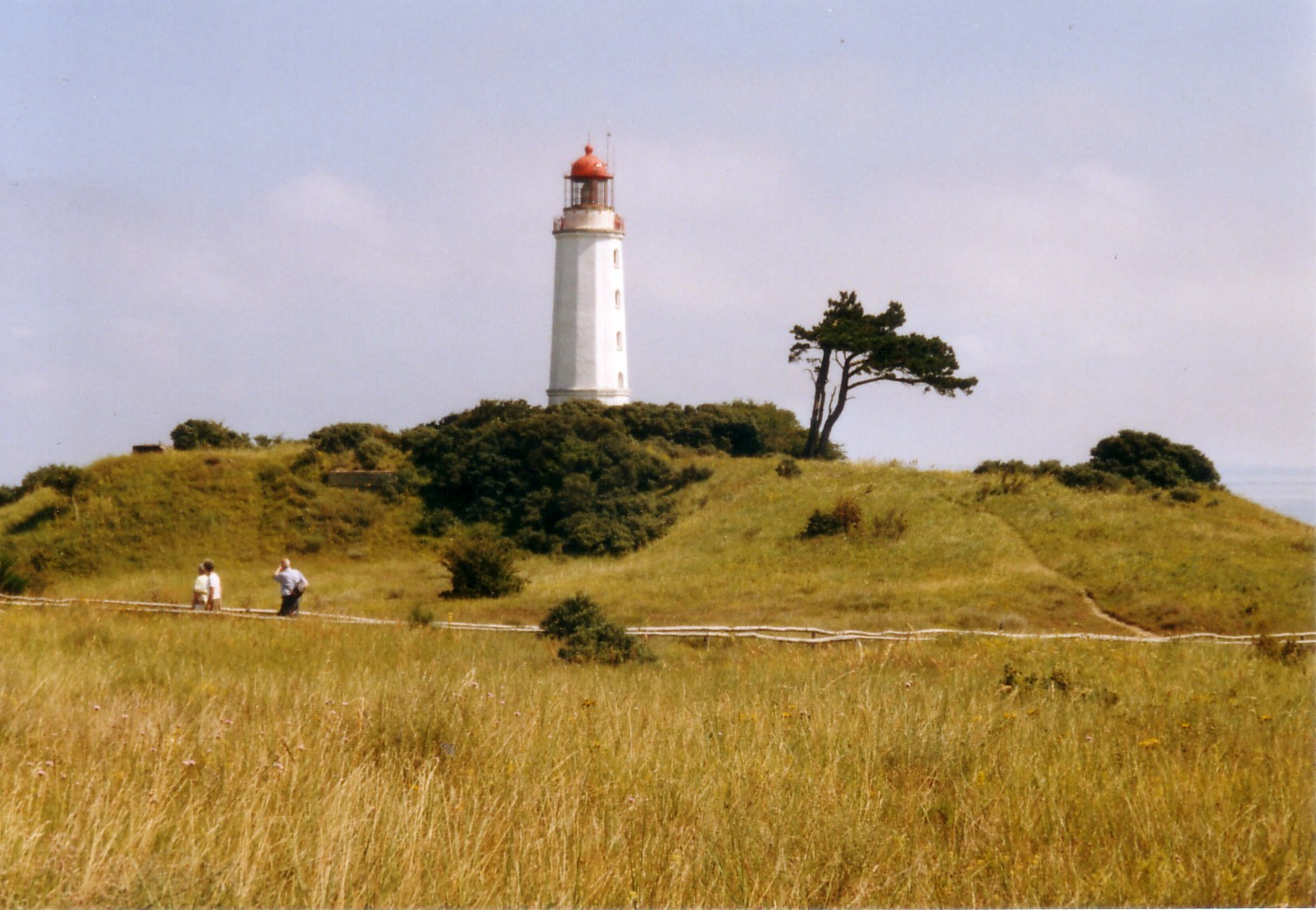
2005
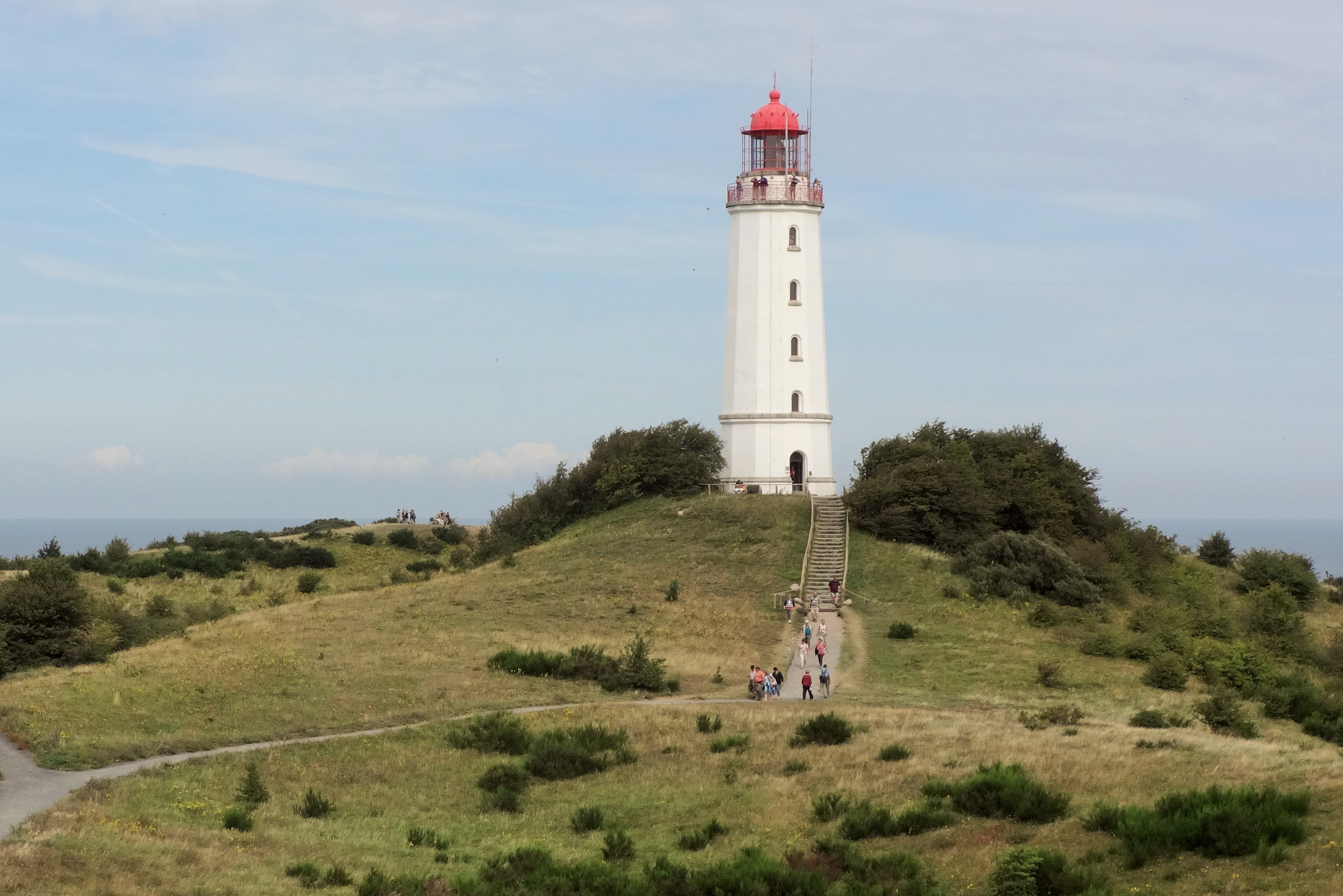
2015
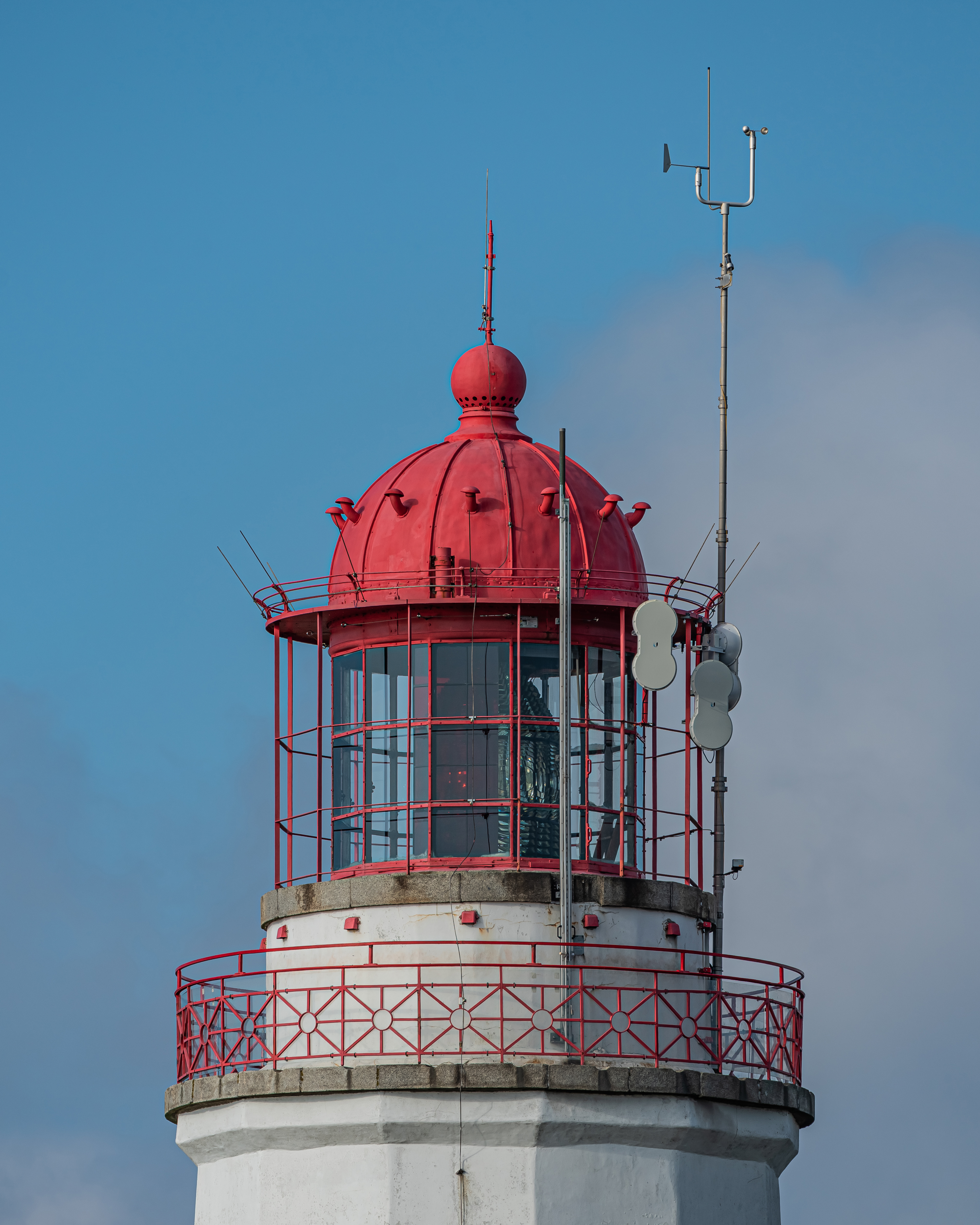
Detail
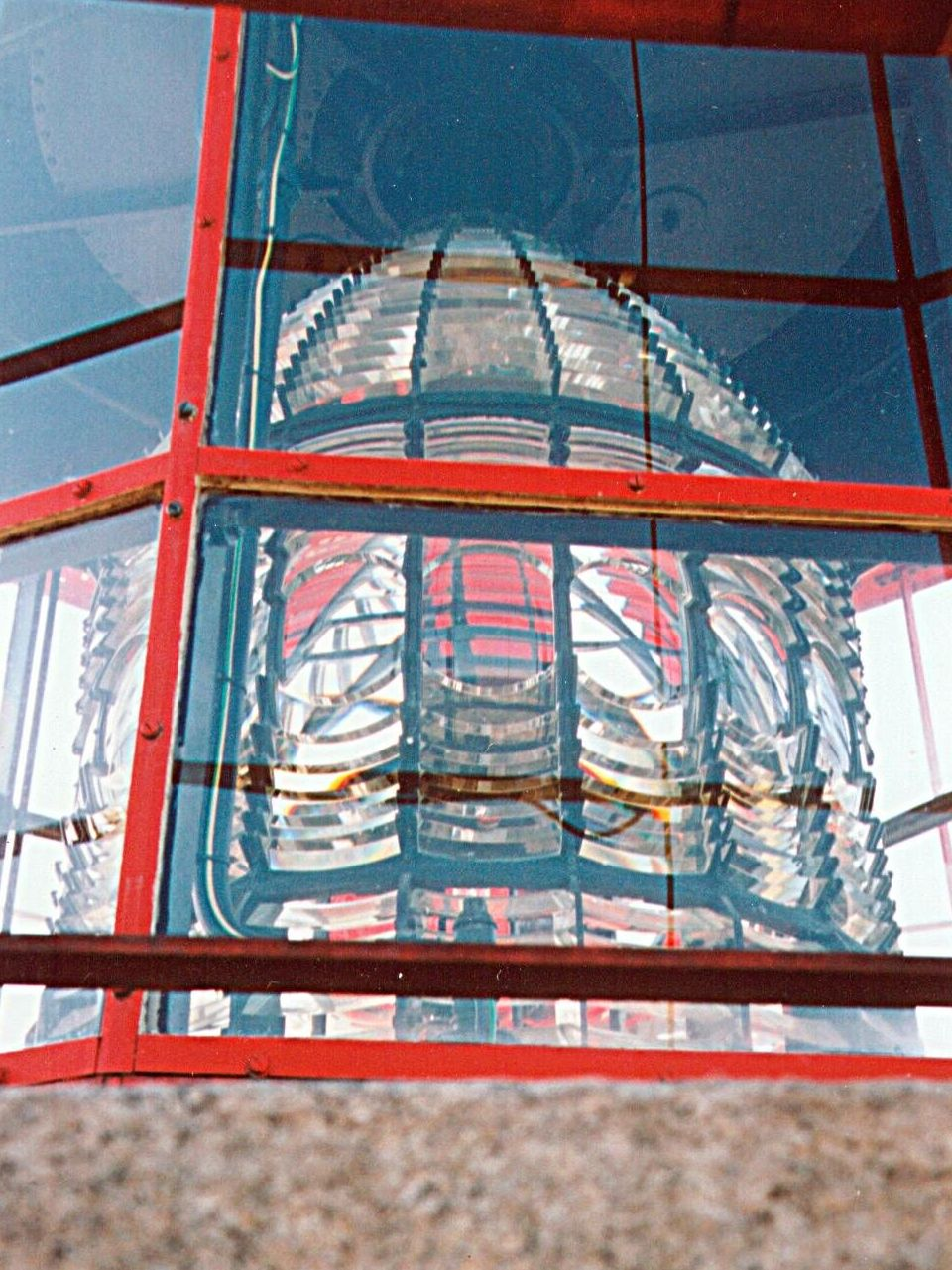
Fresnellinsen des Leuchtturms von außen